# Sacramentalia
De sacramentalia of sacramentaliën (enkelvoud : sacramentale) zijn zegeningen en handelingen binnen de Katholieke Kerk en de Orthodoxe Kerk om het leven te heiligen, in navolging van de sacramenten. Het onderscheid tussen sacramenten en sacramentalia is dat sacramenten door Jezus Christus zelf zijn ingesteld voor het eeuwige heil en sacramentalia niet direct door Christus ontstonden, maar door de kerkelijke traditie. Christus refereerde wel naar vele sacramentaliën en gebruikte ze zelf ook (bijvoorbeeld exorcisme), maar Hij stelde ze niet zelf in als middelen tot het eeuwig heil.
Er zijn vele sacramentalia. Onder de sacramentalia nemen de zegeningen een belangrijke plaats in. Enkele voorbeelden zijn :
- het gebruik van wijwater
- zegeningen van personen (bijvoorbeeld door ouders wanneer het kind gaat slapen, of de pauselijke zegen)
- wijding van een persoon (bijvoorbeeld van een abt of abdis, ritus van de religieuze geloften en maagdenwijding.[1])
- zegeningen over voorwerpen (bijvoorbeeld over de maaltijd, een huiszegening, autowijding)
- wijding van een voorwerp (bijvoorbeeld van een kerk, een altaar, een icoon, of grafaarde, de zegening van de heilige oliën, de zegening van liturgisch vaatwerk of gewaden, klokken, palmtakken, enz.)
- het bezweren van de Duivel (exorcisme).

Nieuwe sacramentaliën vaststellen of erkende op authentieke wijze uitleggen, sommige ervan afschaffen of wijzigen, kan alleen de Apostolische Stoel. Een beweging om het huwelijk tussen mensen van gelijk geslacht als sacramentale erkenning te verlenen, werd door de Congregatie voor de Geloofsleer in maart 2021 de kop ingedrukt.
Alle zegen komt van God en alle zegen komt bij God terug. Uiteindelijk is Degene die zegent ook de Gezegende. Mensen zijn geroepen om de zegen te bemiddelen door God, de Gezegende, te smeken, te loven, te prijzen en te danken. Deze bemiddeling van Gods zegen is een liturgische, gemeenschappelijke, kerkelijke handeling: het is, in één woord, een viering. De aard van deze viering is bepalend voor de persoon die als voorganger het zegeningsgebed uitspreekt. Het boek der zegeningen geeft de volgende indeling:
1. De bisschop gaat voor in die vieringen die betrekking hebben op het hele bisdom.
2. De priester verricht de zegeningen die betrekking hebben op de gemeenschap waarover hij is aangesteld. Hij kan voorgaan in alle vieringen die in het boek der zegeningen gegeven worden, maar zal aan de bisschop voorrang geven als deze aanwezig is.
3. Voor de diaken staat steeds expliciet vermeld welke zegeningen hij kan verrichten. Feitelijk betreft dit alle zegeningen behalve de zegeningen van zaken die worden bestemd voor kerkgebouwen of andere cultusplaatsen, of die daarin wordt opgericht. Ook behoort de zegening van een missionaris of van een scapulier niet tot de functie van de diaken. Hij zal aan een priester voorrang geven als deze aanwezig is.
4. Gelovigen die de passende eigenschappen bezitten kunnen zegeningen verrichten op grond van het algemeen priesterschap, waaraan zij door het doopsel en vormsel hebben deel gekregen. Zij kunnen dit doen als zij in opdracht van de bisschop een bijzondere taak uitoefenen in de Kerk; maar wanneer een priester of diaken aanwezig is, zal deze in de viering voorgaan. Ook kunnen gelovigen zegenen op grond van hun eigen taak, bijvoorbeeld als ouders van hun kinderen. Verder kunnen worden genoemd: zegening van het gezin; van een echtpaar, kinderen, verloofden, ouderen, zieken, een vrouw voor of na de bevalling. Ten slotte kunnen gelovigen dieren zegenen, en zaken als een huis, een voertuig of werktuig. Het Tweede Vaticaans Concilie heeft het mogelijk gemaakt dat bepaalde zegeningen nu ook door leken (die de juiste hoedanigheid bezitten) kunnen worden verricht.
De canones 1166 tot en met 1172 van het Wetboek van Canoniek Recht van 1983 en artikels 1667 tot en met 1679 van de Catechismus van de Katholieke Kerk behandelen de sacramentalia.